# Piestopleura mamertes
Piestopleura mamertes är en stekelart som först beskrevs av Walker 1836.  Piestopleura mamertes ingår i släktet Piestopleura och familjen gallmyggesteklar. Inga underarter finns listade i Catalogue of Life.